# Ruído do desenvolvimento
O ruído do desenvolvimento é um conceito dentro da biologia do desenvolvimento no qual o fenótipo varia entre os indivíduos, embora os genótipos e os fatores ambientais sejam os mesmos para eles. Os fatores contribuintes incluem a expressão gênica estocástica (aleatória) assim como outras fontes de ruído celular. O ruído ajuda a explicar como gêmeos idênticos, que possuem os mesmos genes, podem possuir fenótipos diferentes.

## Definição
Embora os organismos dentro de uma espécie compartilhem genes muito semelhantes, ambientes semelhantes e história de desenvolvimento semelhante, cada organismo individual pode desenvolver diferenças devido ao ruído na sinalização e interpretação de sinais . Este ruído de desenvolvimento pode ajudar os indivíduos a ganhar a habilidade de se adaptar ao ambiente e contribuir para seus padrões únicos de desenvolvimento. As impressões digitais humanas fornecem um exemplo bem conhecido de ruído - elas diferem mesmo entre gêmeos humanos geneticamente idênticos.

## Uso de ruído na biologia
Sistemas biológicos apresentam tanto variação quanto robustez (ver seção seguinte). A variação natural em uma população de organismos é em grande parte geneticamente determinada, mas a variação devida ao ruído pode contribuir a uma resposta rápida do indivíduo ao seu ambiente. Essa variação pode apresentar um efeito de ajuste evolutivo que contribui para a sobrevivência e reprodução de uma população de organismos.

Um artigo de revisão abrangente resumiu os efeitos do ruído nas decisões celulares desde bactérias até as células de mamíferos.

## Ruído e robustez
Embora as variações estocásticas no comportamento das células possam ser benéficas, a maioria dos sistemas biológicos precisa manter um desenvolvimento confiável sem variações imprevisíveis. Essa capacidade de amortecer variações geradas por ruído molecular, polimorfismo genético ou flutuações ambientais é denominada robustez.